# 신태섭
신태섭(1957년 ~ )은 대한민국의 언론인 및 교육인, 前 준정부기관 단체장이다.
KBS 한국방송공사 이사, 민주언론시민연합 공동 대표, EBS 한국교육방송공사 비상임이사, 방송통신위원회 산하 시청자미디어재단 이사장 등을 역임하였으며, 현재 동의대학교 광고홍보학과 교수로 재직 중이다.

## 학력
- 성균관대학교 신문방송학 학사
- 성균관대학교 대학원 신문방송학 석사
- 성균관대학교 대학원 신문방송학 박사

## 약력
- 2001년 효성그룹 종합조정실 홍보팀
- 2001년 MBC 문화방송 애드컴 마케팅국
- 2001년 한국방송광고공사 광고연구소 연구위원
- 2003년 부산민주언론운동시민연합 의장
- 2003년 민주언론운동시민연합 정책위원장
- 2003년 동의대학교 광고홍보학과 광고학 교수
- 2003년 EBS 한국교육방송공사 비상임이사
- 2006년 민주언론시민연합 공동 대표
- 2006년 KBS 한국방송공사 이사
- 2017년 시청자미디어재단 이사장

## 상훈
- 2008년 부마민주항쟁 29주년 행사위원회 제17회 민주시민상 개인부문 수상[1]

## 저서
- 지역 MBC 발전방안 연구 / 커뮤니케이션북스, 2004
- 광고에서 사회를 읽는다 / 커뮤니케이션북스, 2014 (번역)

## 가족
- 아들 : 신재평 - 페퍼톤스 멤버 (가수)

## KBS 이사 및 동의대학교 교수직 해임 사건
2008년 7월, 학교측의 허락 없이 KBS 한국방송공사 이사직을 겸직했다는 이유로 동의대학교로부터 해임 통보를 받았다. 또한, 방송통신위원회는 국가공무원법에 따른 결격사유에 해당된다며 신태섭 이사의 KBS 이사 자격을 박탈했고,  이후 정연주 전 사장의 해임도 일사천리로 진행됐다. 정연주 사장의 해임과정에서 신태섭 이사가 걸림돌이 된다는 이유였다. 신태섭 이사는 정연주 사장 해임관련 반대의견을 표출해왔다.
신 이사는 즉각 동의대학교를 상대로 해임무효확인 청구 소송을 냈고, 대법원은 지난 2009년 11월 학교 측의 해임이 부당하다는 원심을 최종 확정했다. 소송간 동의대학교 학생들의 서명운동 및 복직운동이 이루어졌다.
이후, 신 교수는 동의대학교 광고홍보학과 교수직에 복직하였다. KBS 한국방송공사 정연주 사장 및 신태섭 이사 해임에 청와대, 국세청, 감사원, KBS 이사회, 최시중 방송통신위원장 등이 개입한 것으로 밝혀져, 이명박 정권의 언론탄압의 대표적 사례로 일컬어지고 있다.

## 같이 보기
- 성균관대학교
- 동의대학교
- 한국방송공사
- 한국교육방송공사
- 문화방송
- 한국방송광고공사
- 민주언론시민연합
- 시청자미디어재단
- 동의대학교 광고홍보학과 교수진 보관됨 2017-04-12 - 웨이백 머신